# Giwat Sjmoeël
Giwat Sjmoeël (Hebreeuws: גִּבְעַת שְׁמוּאֵל) is een Israëlische stad in het district Centrum. De plaats wordt omgeven door de grotere steden Ramat Gan, Benee Brak, Kirjat Ono en Petach Tikwa. Giwat Sjmoeël maakt deel uit van de agglomeratie Goesj Dan, die het stedelijk gebied rond Tel Aviv omvat.
De naam Giwat Sjmoeël betekent letterlijk ´Samuëls heuvel´.

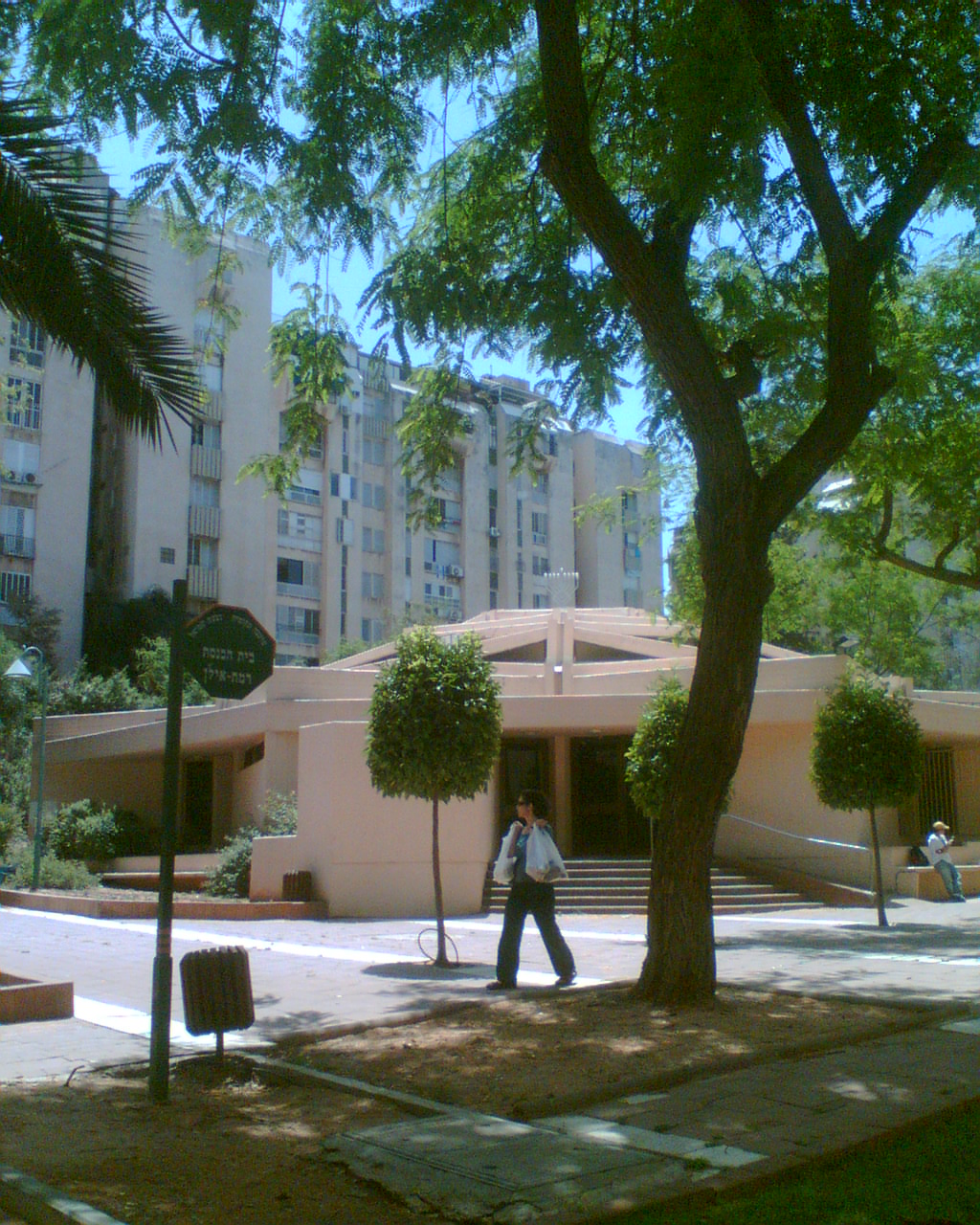
Giwat Sjmoeël

## Geschiedenis
De stad werd in 1942 gesticht door een groep immigranten uit Roemenië onder leiding van Samuel Pineles, een voorvechter van de zionistische beweging in Roemenië. In de eerste jaren ontving de stad veel Joodse immigranten uit Marokko. In 1949 werd Giwat Sjmoeël een zelfstandige gemeente. De afgelopen decennia nam het inwonertal sterk toe; tussen 1998 en 2005 verdubbelde het aantal bewoners van Giwat Sjmoeël.
In het verleden is gediscussieerd over een fusie met buurgemeente Petach Tikwa. Sinds Giwat Sjmoeël in 2007 door het Israëlische Ministerie van Binnenlandse Zaken de stadsstatus kreeg, staat een gemeentelijke fusie niet meer op de agenda.

## Bevolking
Giwat Sjmoeël had in 2016 een inwonertal van 25.544. De bevolkingssamenstelling is in etnisch en sociaal opzicht heterogeen.
Vanwege het beperkte aantal arbeidsplaatsen in Giwat Sjmoeël, pendelen veel inwoners naar Tel Aviv voor hun werk.

## Stedenband
- Stade, Nedersaksen (sinds 1987)
- Gołdap
- Doebna